# Peter Bouckaert
Peter Bouckaert (2 mei 1969) is een Belgische filmproducent voor Eyeworks.

## Biografie
Peter Bouckaert begon zijn carrière in 1990 als Press Officer op het Internationaal Filmfestival van Vlaanderen-Gent. 
Tien jaar later creëerde hij een dvd-collectie van Vlaamse Filmklassiekers bij Eyeworks Film & TV Drama, toen nog MMG. 
In 2003 produceerde hij Ter Duinen, een historische fictiefilm geregisseerd door Stijn Coninx. Dit succes werd gevolgd door kaskrakers zoals De Zaak Alzheimer in een regie van Erik Van Looy, Bloedbruiloft van Dominique Deruddere, Het Paard van Sinterklaas, geregisseerd door Mischa Kamp, Blind, een film van Tamar van den Dop en Windkracht 10 van Hans Herbots. 
In 2006 coproduceerde Bouckaert Waar is het paard van Sinterklaas?, eveneens in een regie van Mischa Kamp. Later dat jaar startten de opnames van Ben X, het regiedebuut van Nic Balthazar. Deze film kende zijn wereldpremière op het WFF Montreal waar Ben X drie prijzen won. Ook op het Middle East Festival in Abu Dhabi, het festival van Palm Springs, het Sedona Film Festival en het Internationaal filmfestival van Istanboel viel de film in de prijzen. Ben X werd verkocht aan 45 landen.
Andere (co-)producties van Bouckaert zijn onder meer Vermist (Jan Verheyen), Los (Jan Verheyen), Sœur Sourire (Stijn Coninx), Dossier K. (Jan Verheyen), Zot van A. (Jan Verheyen), Rundskop (Michaël R. Roskam), die genomineerd werd voor een Oscar in de categorie Beste buitenlandse film, Swooni (Kaat Beels) en Tot altijd (Nic Balthazar).
Het rechtbankdrama Het Vonnis, de nieuwe langspeelfilm van Jan Verheyen, en Marina, de nieuwe film van Stijn Coninx, verschenen in het najaar van 2013 in de bioscoop. Beide films behoren intussen tot de top 20 van de meest succesvolle Vlaamse films aller tijden. Hij produceerde ook Het tweede gelaat, waar het duo Vincke & Verstuyft na De Zaak Alzheimer en Dossier K. voor een laatste keer te zien zijn.
In 2018 produceerde Bouckaert de film Niet schieten, een film over de laatste aanslag van de Bende Van Nijvel op het warenhuis Delhaize in Aalst op 9 november 1985.  
Daarnaast produceerde hij ook meerdere televisieseries voor verschillende televisiezenders. Op Eén waren onder andere Dubbelleven (op de Vlaamse Televisie Sterren 2011 bekroond tot beste drama van 2010), Het goddelijke monster (een tiendelige dramareeks gebaseerd op de boeken van Tom Lanoye), Rang 1, De Ridder, Eigen kweek (de best bekeken tv-reeks van 2013 in Vlaanderen), Zie mij graag, Grenslanders en De Twaalf te zien. Voor VTM produceerde hij reeksen als De infiltrant, Cordon, De Bunker en Altijd Prijs en voor VIER 7 seizoenen van Vermist.

## Productie

### Films (producent)
- 2003: Ter Duinen, een historische kortfilm geregisseerd door Stijn Coninx.
- 2006: Windkracht 10: Koksijde Rescue van Hans Herbots
- 2007: Blind, een film van Tamar van den Dop
- 2007: Ben X, het regiedebuut van Nic Balthazar
- 2007: Vermist, geregisseerd door Jan Verheyen
- 2008: Los, geregisseerd door Jan Verheyen
- 2009: Dossier K., geregisseerd door Jan Verheyen
- 2010: Zot van A., geregisseerd door Jan Verheyen
- 2011: Swooni, geregisseerd door Kaat Beels
- 2012: Tot altijd, geregisseerd door Nic Balthazar
- 2013: Het vonnis, het rechtbankdrama, de nieuwe langspeelfilm van Jan Verheyen
- 2013: Marina, film van Stijn Coninx
- 2014: De behandeling, een film van Hans Herbots
- 2014: Image, een film van Adil El Arbi en Bilall Fallah
- 2014: Brabançonne, een muzikale romantische komedie in regie van Vincent Bal
- 2016: Lee & Cindy C., een film van Stany Crets
- 2016: Achter de wolken, film van Cecilia Verheyden, naar het gelijknamige theaterstuk van Michael De Cock
- 2016: Everybody Happy, een film van Nic Balthazar
- 2017: Dode hoek, een film van Nabil Ben Yadir
- 2017: D5R De film, een film van Camiel Scheer & David Madder
- 2017: Het tweede gelaat, een film van Jan Verheyen
- 2018: Niet schieten, een film van Stijn Coninx
- 2019: Urbanus, de vuilnisheld, een film van Erik Verkerk, Joost Van den Bosch en Vincent Bal (stemmenregie)
- 2021: Red Sandra, een film van Jan Verheyen en Lien Willaert
- 2021: W817: 8eraf!, een film van Pietje Horsten
- 2022: Ritueel, een film van Hans Herbots
- 2022: Zeppos - Het Mercatorspoor, een film van Douglas Boswell

### Films (coproducent)
- 2003: De zaak Alzheimer, in een regie van Erik Van Looy
- 2005: Bloedbruiloft - (Die Bluthochzeit),  van Dominique Deruddere, een Duits-Belgische coproductie
- 2005: Het paard van Sinterklaas, geregisseerd door Mischa Kamp
- 2006: Waar is het paard van Sinterklaas?, eveneens in een regie van Mischa Kamp
- 2009: Sœur Sourire, geregisseerd door Stijn Coninx
- 2011: Rundskop, geregisseerd door Michaël R. Roskam
- 2012: Le Sac de Farine, geregisseerd door Kadija Leclere
- 2013: Finn, geregisseerd door Frans Weizs
- 2013: &ME, geregisseerd door Nortbert ter Hall
- 2014: Labyrinthus, geregisseerd door Douglas Boswell
- 2014: Deux jours, une nuit, geregisseerd door Jean-Pierre & Luc Dardenne
- 2014: Wonderbroeders, geregisseerd door Johan Timmers
- 2015: Galloping Mind, geregisseerd door Wim Vandekeybus
- 2015: Schone handen, geregisseerd door Tjebbo Penning
- 2015: D'Ardennen, geregisseerd door Robin Pront
- 2016: The Land of The Enlightened, geregisseerd door Pieter-Jan De Pue
- 2017: Le Passé devant nous, geregisseerd door Nathalie Teirlinck
- 2017: Le Fidèle, geregisseerd door Michaël R. Roskam
- 2019: De Patrick, geregisseerd door Tim Mielants
- 2022: Zee van tijd, geregisseerd door Theu Boermans
- 2022: Piece of My Heart, geregisseerd door Dana Nechushtan
- 2024: Dikkie Dik en de verdwenen knuffel, geregisseerd door Joost Van Den Bosch en Erik Verkerk
- 2024: Een Schitterend Gebrek, geregisseerd door Michiel van Erp

### Televisieseries (producent en co-producent)
- 2007-2016: Vermist, 7 seizoenen lang te zien op VIER
- 2010: Dubbelleven, fictiereeks geregisseerd door Joël Vanhoebrouck voor Eén
- 2011: Het goddelijke monster, een 10-delige dramareeks gebaseerd op de boeken van Tom Lanoye,  geregisseerd door Hans Herbots, uitgezonden op Eén
- 2010-2011: Rang 1, een fictiereeks uitgezonden op Eén, geregisseerd door Toon Slembrouck
- 2013-2016: De Ridder, een misdaadreeks in coproductie met de VRT, uitgezonden op Eén
- 2013-2018: Eigen kweek, geregisseerd door Joël Vanhoebrouck, uitgezonden op Eén en BVN
- 2014-2016: Cordon, een dramareeks voor VTM, geregisseerd door Tim Mielants (eerste seizoen) en Eshref Reybrouck (tweede seizoen)
- 2015: Altijd Prijs, een reeks voor VTM, geregisseerd door Douglas Boswell
- 2015-2018: De Bunker, een actiereeks over de Belgische Staatsveiligheid voor VTM
- 2017-2020: Zie mij graag, een feelgoodreeks voor Eén, geregisseerd door Cecilia Verheyden & Toon Slembrouck
- 2018: De infiltrant, een reeks voor VTM, geregisseerd door Joël Vanhoebrouck
- 2019: Grenslanders, een reeks voor Eén en AVROTROS, geregisseerd door Erik de Bruyn en Hendrik Moonen
- 2019: De twaalf, een reeks voor Eén, geregisseerd door Wouter Bouvijn
- 2019-2021: De Hoppers, een sitcom voor Ketnet, geregisseerd door Frederik Sonck
- 2020: Niets te melden, een reeks voor Streamz, geregisseerd door Jeroen Dumoulein
- 2020: Red Light, een reeks voor VTM en BNNVARA, geregisseerd door Wouter Bouvijn en Anke Blondé
- 2020: Ik u ook, een reeks voor Ketnet, geregisseerd door Frederik Sonck en Brecht De Groot
- 2022-heden: Chantal, een reeks voor VRT1 van Jeroen Dumoulein en Senne Dehandschutter (seizoen 2)
- 2023: 1985, een reeks voor Eén en RTBF van Wouter Bouvijn en Willem Wallyn
- 2023: De twaalf - De Assepoestermoord, een reeks voor VRT1 van Kaat Beels
- 2024: Styx, een reeks voor Streamz en VTM van Jeroen Dumoulein
- 2024-heden: Juliet, een reeks voor VRT1 van Anke Blondé
- 2024: De Raad van Soekie, een reeks voor Ketnet van Brecht De Groot